# Юргенсен, Теодор фон
Теодор фон Юргенсен (нем. Theodor von Jürgensen; 11 апреля 1840, Фленсбург, Шлезвиг-Гольштейн — 8 мая 1907, там же) — немецкий медик, терапевт, клиницист, профессор, доктор медицины. Член Леопольдины (с 1886).

## Биография
Изучал медицину в университетах Киля, Бреслау и Тюбингена. Доктор медицины с 1863 года.
С 1869 года — профессор общей терапии и директор медицинской поликлиники в Киле, а с 1873 г. — профессор и директор поликлиники в Тюбингене. Занимал эту должность до своей смерти в 1907 году. Читал лекции в Тюбингенском университете.
Специализировался на исследованиях сердечно-сосудистых заболеваний, известен работами по лечению пневмонии и кори.
Автор ряда трудов.

## Избранные публикации
- «Klinische Studien über die Behandlung des Abdominaltyphus mittels des kalten Wassers» (Лейпциг, 1866);
- «Die Körperwärme des gesunden Menschen» (ib., 1873);
- «Kruppöse Pneumonie Katarrhalpneumonie u. s. w.» (в «Handbuch der speciellen Pathologie und Therapie» Ziemssen’a, 5 т., ib., 1874; 3 издание, 1887);
- «Antiphlogistische Heilmethoden, Blutentziehungen Transfusion» («Handbuch der allgemeinen Therapie» Ziemssen’a, т. I, ib., 1880),
- «Kruppöse Pneumonie, Beobachtungen aus der Tübingen Poliklinik» (Тюбинген, 1883);
- «Mitteilungen aus der Tübingen Poliklinik» (тетр. I. Штутгарт, 1886; тетр. II, Лейпциг, 1892);
- «Lehrbuch der speciellen Pathologie und Therapie» (Лейпциг, 3 изд., 1893).